# Бюиссонкур
Бюиссонку́р (фр. Buissoncourt) — коммуна во французском департаменте Мёрт и Мозель, региона Лотарингия. Относится к  кантону Томблен.

## География
Бюиссонкур расположен в 12 км к востоку от Нанси. Соседние коммуны: Желленонкур на востоке, Арокур на юго-востоке, Ленонкур на западе, Сервиль на северо-западе.

## Демография
Население коммуны на 2010 год составляло 269 человек.
| 1962 | 1968 | 1975 | 1982 | 1990 | 1999 | 2010 |
| ---- | ---- | ---- | ---- | ---- | ---- | ---- |
| 164  | 155  | 142  | 197  | 202  | 189  | 269  |